# Afterworld (série)
Afterworld é uma série de ficção científica (sci-fi) criada por Brent V. Friedman. A série, na verdade, é um desenho animado com programetes de duração de três ou quatro minutos. Foi ao ar nos EUA pelo YouTube e pelo Bud.tv, site da cervejaria Budweiser, com produção iniciada em maio de 2007.
Em março de 2008, estreou na América Latina pelo canal de televisão paga AXN.